# البرابر (تمضيت)
البرابر هي إحدى مشيخات المملكة المغربية، تتبع جغرافيا لإقليم تاونات وإداريًا لتمضيت. يقدر عدد سكانها بـ 3879 نسمة حسب الإحصاء الرسمي للسكان والسكنى لسنة 2004.